# Майак (Од)
Майа́к (фр. Mailhac) — коммуна во Франции, находится в регионе Лангедок — Руссильон. Департамент коммуны — Од. Входит в состав кантона Жинеста. Округ коммуны — Нарбонна.
Код INSEE коммуны — 11212.

## Население
Население коммуны на 2008 год составляло 436 человек.
| 1962 | 1968 | 1975 | 1982 | 1990 | 1999 | 2008 |
| ---- | ---- | ---- | ---- | ---- | ---- | ---- |
| 481  | 449  | 403  | 358  | 310  | 373  | 436  |

## Экономика
В 2007 году среди 217 человек в трудоспособном возрасте (15—64 лет) 151 были экономически активными, 66 — неактивными (показатель активности — 69,6 %, в 1999 году было 66,0 %). Из 151 активного работали 131 человек (73 мужчины и 58 женщин), безработных было 20 (9 мужчин и 11 женщин). Среди 66 неактивных 13 человек были учениками или студентами, 22 — пенсионерами, 31 было неактивным по другим причинам.

## Персоналии
Мэр Жерар Шиварди был кандидатом в президенты на выборах 2007 года от Партии трудящихся, на которых получил 0,37 % голосов (123 540) и занял последнее место.